# Hans Mock
Johann „Hans“ Mock (ur. 9 grudnia 1906 w Bielitz, zm. 22 maja 1982 w Wiedniu) – austriacki piłkarz występujący na pozycji pomocnika, reprezentant Austrii i III Rzeszy.

## Kariera
Wtstępował w klubach FC Nicholson i Austria Wiedeń.
W reprezentacji Austrii zagrał 12 razy, a w reprezentacji Niemiec - 5 razy. Uczestniczył w Mistrzostwach Świata 1938. Po zakończeniu kariery przez krótki okres trenował SK Vorwärts Steyr i Badener AC.

## Sukcesy
Austria Wiedeń
- Puchar Mitropa: 1933, 1936
- Puchar Austrii: 1932/33, 1934/35, 1935/36